# Historischer Verein für Hessen
Der Historische Verein für Hessen, gegründet 1833 – neu gegründet 1949 –, beschäftigt sich mit historischer Forschung zu Hessen.

## Geschichte
Am 16. April 1832 rief der Advokat, Topograph, Historiker Johann Wilhelm Christian Steiner (1785–1870) dazu auf, einen Historischen Verein für das Großherzogtum Hessen zu gründen, der sich um Erforschung und Erhalt historischer Quellen kümmern sollte. Die Sache war politisch brisant: Das Land befand sich gerade in einem konservativen „Roll Back“ nach der Revolution von 1830 und die Regierung stufte Vereine grundsätzlich als potentielle Opposition ein. So wurde die Gründung des Vereins zwar zugelassen, die ursprünglich geplanten Ortsvereine aber nicht und die Auflage lautete, dass der Verein sich mit Tagesgeschichte und alle[n] Erörterungen über politische Gegenstände der neueren Zeit nicht beschäftigen durfte. Sicherheitshalber wurde der führende Staatsbeamte Karl Christian Eigenbrodt als Vorsitzender installiert.
Bei der Vereinsgründung am 1. Juni 1833 hatte der Verein 111 Mitglieder und trug die Bezeichnung Historischer Verein für das Großherzogtum Hessen. Mitglieder waren überwiegend höhere Beamte, Militärs, Lehrer, Geistliche, Juristen, Bibliothekare und Archivare. Dem erweiterten Vorstand gehörte schließlich sogar der Regierungschef, Staatsminister Karl du Thil an, ebenso Oberbaudirektor Georg Moller. So wandelte sich der Blick der Regierung auf den Historischen Verein von einer potentiellen Bedrohung hin zu einer Möglichkeit, das Zusammenwachsen des aus sehr heterogenen Bestandteilen erst 1806 gegründeten Großherzogtums zu fördern.
Die historisch Interessierten in Rheinhessen fühlten ihre Interessen von dem sich aufs Rechtsrheinische konzentrierenden und von Darmstädter Beamten dominierten Historischen Verein für das Großherzogtum Hessen vernachlässigt und gründeten 1841 den Verein zur Erforschung der rheinischen Geschichte und Alterthümer.
Mit dem Vorsitz von Johann Friedrich Knapp begann der Verein sich ab 1839 mit entsprechend ausgerichteten Gesellschaften in Deutschland und darüber hinaus zu vernetzen. Die Archäologie und archäologische Ausgrabungen standen gegenüber der historischen Forschung zunächst im Hintergrund. Das änderte sich vorübergehend mit der Übernahme des Vereinsvorsitzes durch Johann Friedrich Knapp, der als Beamter der Grafen von Erbach selbst in größerem Umfang bereits am Odenwaldlimes geforscht hatte. Nach seinem Ausscheiden, trat die Archäologie erneut in den Hintergrund.
Ab 1861 war die Gründung von Bezirks- und Ortsvereinen möglich. Zu diesen Zweiggründungen gehörte z. B. der Wormser Altertumsverein (1879), der Zweigverein in Gießen (1889) und der Friedberger Geschichtsverein (1896). Dies mündete zum Teil auch in eine Abspaltung, vor allem im Fall des oberhessischen Vereins, von wo der Vorwurf erhoben wurde, der Historische Verein konzentriere sich zu stark auf Starkenburg und der sich 1878/79 als eigener Oberhessischer Geschichtsverein konstituierte. Ebenfalls seit 1861 bot der Verein Vorträge und gelegentlich Exkursionen an, an denen gelegentlich sogar Großherzog Ludwig IV. teilnahm. Dem lag eine Umorientierung der deutschen Geschichtsvereine in dieser Zeit zugrunde, die sich verstärkt der Förderung des Geschichtsinteresses zuwandten.
Im letzten Viertel des 19. Jahrhunderts spielte dann die Archäologie eine große Rolle, verbunden mit Namen wie Eduard Anthes, Friedrich Kofler, und Wilhelm Soldan.
Nach 1933 versuchten die Nationalsozialisten wiederholt, Einfluss auf die Organisation und die Tätigkeit des Historischen Vereins zu nehmen und es gab mehrmals Bemühungen der NS-Politik um Gleichschaltung, was seitens des Vereins vor allem durch hinhaltenden Widerstand, unterlaufen wurde. Andererseits waren die in den Veranstaltungen des Vereins behandelten Themen zum Teil aber deutlich durch den Zeitgeist geprägt.
Bei dem Luftangriff auf Darmstadt in der Nacht vom 11. Auf den 12. September 1944 wurde auch das Hessische Staatsarchiv Darmstadt schwer getroffen. Dort verbrannten Akten, Archiv und Verlagsbestände des Historischen Vereins. Erst 1949 konnte der Verein neu gegründet werden.

## Aktivitäten

### Zeitschriften
Vereinseigenes Organ war – und ist – das Archiv für hessische Geschichte und Altertumskunde (AHG). Weiter beteiligte sich der Verein zusammen mit anderen historischen Vereinen in Nachbarstaaten 1846–1860 an der Herausgabe der Periodischen Blätter. Als der Verein 1861 aus dem Projekt ausstieg, begann er die Quartalblätter des Historischen Vereins für das Großherzogtum Hessen zu publizieren. Sie erschienen bis 1922 und  wurden durch die Zeitschrift Volk und Scholle, mit dem Untertitel „Heimatblätter für beide Hessen, Nassau und Frankfurt“, abgelöst. Der Historische Verein wandte sich damit verstärkt der Regional- und Heimatgeschichte zu. Die Zeitschrift enthielt populär verfasste und illustrierte Beiträge zu Geschichte, Volkskunde, Heimat-, Landschafts- und Naturkunde aber auch heimatbetonte Dichtung und Kunst. Adressat der Hefte war ein breites Publikum, nicht mehr nur die Vereinsmitglieder.

### Monografien
Wichtiges Ziel in der Anfangszeit des Vereins war es, das grundlegende Werk Hessische Landesgeschichte von Helfrich Bernhard Wenck (1739–1803), dessen erste vier Bände ab 1783 bis 1802 erschienen waren, zu vervollständigen.
Als Erstes erschien 1842 ein Werk zu Landgraf Philipp I., dem Stammvater der im Großherzogtum regierenden Dynastie.
Darüber hinaus wurden Quellenwerken und Monografien veröffentlicht. Zunächst wurden die bereits gedruckten Urkunden gesammelt. Daraus entstanden die Regesten der bis jetzt gedruckten Urkunden zur Landes- und Orts-Geschichte des Grossherzogthums Hessen. Dem folgte die Edition der bis dahin ungedruckten Urkunden.

### Weitere Aktivitäten
Weitere Aktivitäten des Vereins waren der Aufbau einer Bibliothek und einer musealen Sammlung. Der Historische Verein nahm damit eine Vorreiterrolle in der historischen Erforschung des Landes ein. Exkursionen der Mitglieder fanden aber erst im 20. Jahrhundert regelmäßig statt.

## Vorsitzende
- 1835–1839 Karl Christian Eigenbrodt, im Amt verstorben[32]
- 1839–1848 Johann Friedrich Knapp[33]
- 1849–1859 Heinrich Karl Jaup[34]
- 1859–1866 von Dörnberg[35]
- 1866–1881 Karl Ludwig Wilhelm Daniel Draudt[36]
- 1881–1890 Maximilian Rieger[37]
- 1890–1911 Gustav Schenk zu Schweinsberg[38]
- 1911–1921 Eduard Anthes[39]
- 1922–1925 Ludwig Nebel[40]
- Reinhard Dieterichs[41]

## Gegenwart
Der Historische Verein für Hessen ist vor allem der Geschichte des ehemaligen Großherzogtums und Volksstaates Hessen und deren Erforschung verbunden. Er will Interesse und Verständnis für die Geschichte des heutigen Landes Hessen wecken und vermitteln. Dazu arbeitet er eng mit dem Hessischen Staatsarchiv Darmstadt, dem Stadtarchiv Darmstadt und der Hessischen Historischen Kommission Darmstadt zusammen.